# Ruy
Ruy – miejscowość i gmina we Francji, w regionie Owernia-Rodan-Alpy, w departamencie Isère.
Według danych na rok 1990 gminę zamieszkiwały 3143 osoby, a gęstość zaludnienia wynosiła 151 osób/km² (wśród 2880 gmin regionu Rodan-Alpy Ruy plasuje się na 278. miejscu pod względem liczby ludności, natomiast pod względem powierzchni na miejscu 471.).